# Abalone
Abalone és un joc de tauler on s'enfronten dos jugadors per fer fora del tauler les boles de l'adversari, negres o blanques. Al seu torn cada jugador desplaça files senceres de fitxes verticalment o en diagonal per mirar d'arraconar les del contrari i poder empènyer-les amb la següent jugada fora del tauler. Només es pot treure les fitxes alienes si cauen en un sol moviment (desplaçant una sola bola).
El joc es basa en l'estratègia i han sorgit variants locals on es poden incorporar més jugadors, on varia la disposició inicial de les fitxes.